# Samsung Galaxy J7 (2016)
Samsung Galaxy J7 (2016) - это Android-смартфон среднего класса, выпущенный Samsung Electronics в апреле 2016 года и основанный на Qualcomm Snapdragon 615 или Exynos 7870..

## Оборудование
Galaxy J7 (2016) - смартфон размером 151,7 x 76 x 7,8 миллиметра и весом 170 граммов.
Устройство оснащено связью GSM, HSPA, LTE, Wi-Fi 802.11 b/g/n с поддержкой Wi-Fi Direct, Bluetooth 4.1 с A2DP, GPS с A-GPS, GLONASS и BDS, NFC (только в некоторых версиях) и FM-радио. Он имеет порт microUSB 2.0 OTG и вход 3,5-мм аудиоразъёма.
Galaxy J7 (2016) оснащён ёмкостным сенсорным экраном S-AMOLED с диагональю 5,5 дюйма, соотношением сторон 16:9 и разрешением 720 x 1280 пикселей (плотность 267 пикселей на дюйм). Боковая рамка алюминиевая, задняя - пластиковая. Литий-ионный аккумулятор ёмкостью 3300 мАч является съёмным.
Чипсет - Exynos 7870 Octa или Snapdragon 617 (в зависимости от версии), с восьмиядерным процессором из 8 Cortex-A53 в обоих случаях и GPU Adreno 405 или Mali-T830 MP1. Внутренняя память - 16 ГБ eMMC 5.1, а оперативная память - 2 ГБ.
Задняя камера имеет 13-мегапиксельный сенсор, оснащена автофокусом, HDR и светодиодной вспышкой, способна записывать видео Full HD с максимальной частотой 30 кадров в секунду, а фронтальная камера - 5-мегапиксельная, со светодиодной вспышкой.

### Программное обеспечение
Samsung Galaxy J7 (2016) поставляется с Android 6.0.1 Marshmallow и пользовательским интерфейсом Samsung TouchWiz.
Затем телефон получил обновление до Android 7.0 Nougat с Samsung Experience 8.1.
В ноябре 2018 года J7 (2016) получил обновление до Android 8.1.0 Oreo с Samsung Experience 9.5..